# Jœuf
Jœuf is een gemeente in het Franse departement Meurthe-et-Moselle (regio Grand Est). Jœuf telde op 1 januari 2022 6.509 inwoners.
De gemeente maakt deel uit van het arrondissement Briey en is sinds 22 maart 2015 de hoofdplaats van het nieuwe kanton Pays de Briey. Daarvoor hoorde het bij het kanton Briey, dat op die dag opgeheven werd.

## Geschiedenis
In Joeuf waren tussen 1882 en 1989 hoogovens van de Wendel in werking die de voornaamste bron van werkgelegenheid waren. De hoogovens waren daar gebouwd omdat het nabijgelegen Hayange, waar de Wendel hoofdkantoor had, door Duitsland geannexeerd was na de Frans-Duitse Oorlog (Elzas-Lotharingen).
Tijdens de Eerste Wereldoorlog bevonden zich in de bossen rond Joeuf werkkampen (zogenaamde Waldlager), waar telkens een Zivilarbeiter Bataillon werd ondergebracht. Belgische opgeëisten moesten er bossen kappen, nieuwe wegen en spoorwegen aanleggen en loopgraven bouwen. De levensomstandigheden in de werkkampen waren zo erbarmelijk dat heel wat opgeëisten het leven lieten door honger, mishandelingen en uitputting. Anderen kwamen dan weer om door Duitse of geallieerde bombardementen. De meeste Belgische opgeëisten waren afkomstig uit de streek van Geraardsbergen en Ninove.

## Verkeer en vervoer
In de gemeente ligt spoorwegstation Jœuf.

## Geografie
De oppervlakte van Jœuf bedroeg op 1 januari 2022 3,18 vierkante kilometer; de bevolkingsdichtheid was toen 2.046,9 inwoners per km². De gemeente ligt aan de Orne.

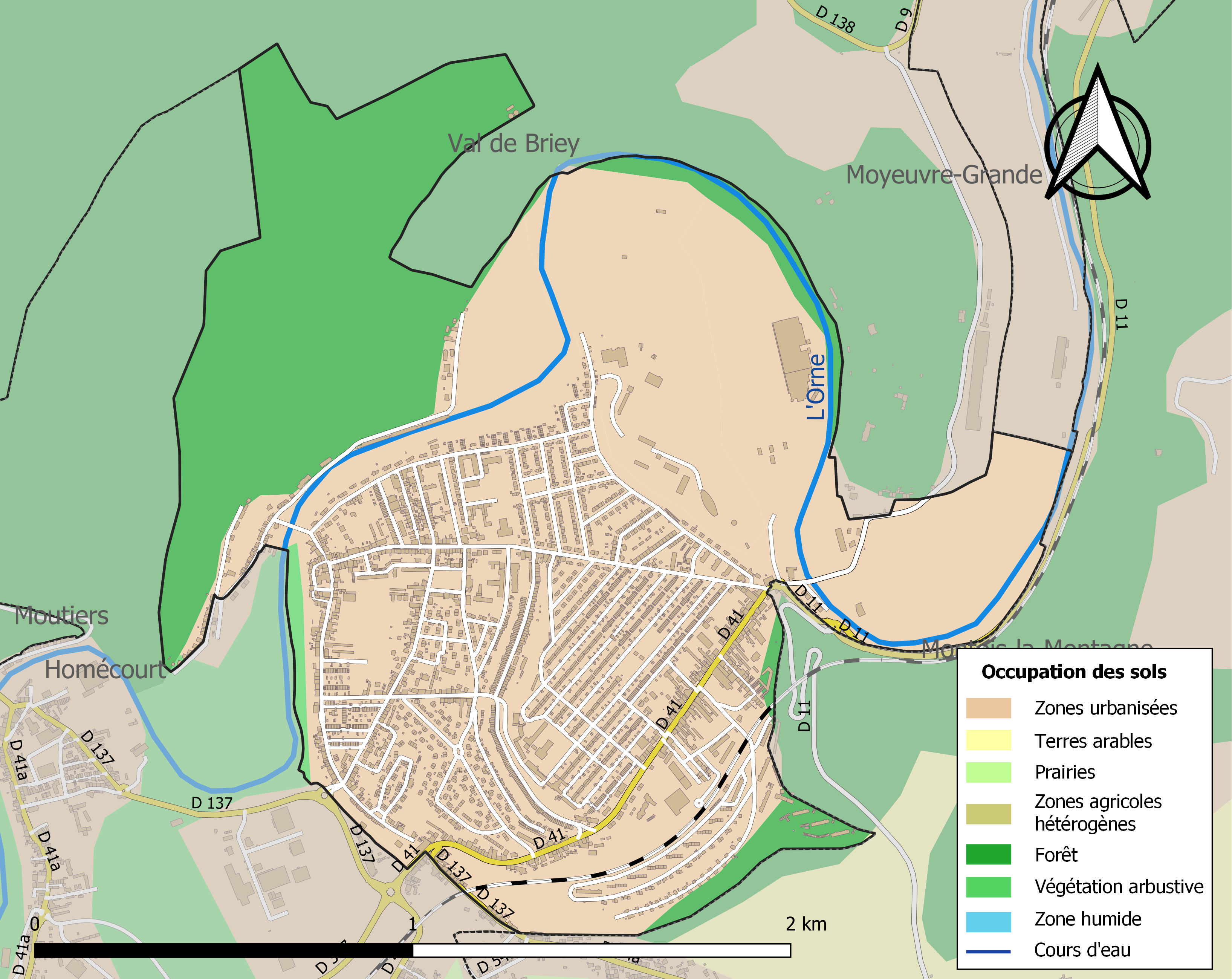
Kaart van de gemeente met de belangrijkste infrastructuur, bodemgebruik en omliggende gemeenten

## Demografie
De gemeente kende een sterke groei dankzij de ontwikkeling van de mijnbouw en de industrie vanaf 1870. De bevolking steeg van 270 in 1870 naar bijna 10.000 in 1910.
Onderstaande figuur toont het verloop van het inwonertal (bron: INSEE-tellingen).

## Geboren
- Michel Platini (1955), voetballer en voetbalbestuurder